# Swaziland i olympiska sommarspelen 1988
Swaziland deltog i de olympiska sommarspelen 1988 med en trupp, men ingen av landets deltagare erövrade någon medalj.

## Friidrott
Herrarnas maraton
- Samuel Hlawe — 2:24,42 (→ 44:e plats)
- Gideon Mthembu — 2:25,56 (→ 53:e plats)
- Thomas Dlamini — 2:28,06 (→ 58:e plats)